# Sherman Alexie
Sherman Alexie är en spokaneindiansk författare. Han föddes 7 oktober 1966 i Spokanereservatet i Stevens County som ligger i delstaten Washington. Han skriver poesi och noveller, men han har också regisserat och producerat filmer. Hans kanske mest kända verk är The Lone Ranger and Tonto Fistfight in Heaven och The Absolutely True Diary of a Part-Time Indian. Han är bosatt i Seattle (i delstaten Washington)

### Utgivet på svenska
- Rödskinn 2004
- Den absolut sanna historien om mitt liv som halvtidsindian 2008

## Priser och utmärkelser
- Peter Pan-priset 2009